# 북한한류
북한한류(北韓寒流, North Korean Cold Current)는 조선민주주의인민공화국 연안을 따라 남서쪽으로 향하는 해류로, 리만 해류의 연장이다. 동해의 서쪽을 흐르는 한류계 중 가장 명료하며, 유속은 0.2~0.5 노트 정도이다. 그 기원은 블라디보스토크 부근에서 겨울철 냉각에 의해 형성된다.

## 같이 보기
- 해류
- 동한난류